# Embalse de la Fusta
El embalse de la Fusta es una pequeña infraestructura hidráulica española situada en el municipio de Perafita, en la comarca de Osona, provincia de Barcelona, Cataluña.